# Campanula tenuissima
Campanula tenuissima là loài thực vật có hoa trong họ Hoa chuông. Loài này được Dunn mô tả khoa học đầu tiên năm 1924.